# جيس توماس
جيس توماس (بالإنجليزية: Jess Thomas)‏ هو مغني وموسيقي ومغني أوبرا أمريكي، ولد في 4 أغسطس 1927 في داكوتا الجنوبية في الولايات المتحدة، وتوفي في 11 أكتوبر 1993 في سان فرانسيسكو في الولايات المتحدة.

## وصلات خارجية
- جيس توماس على موقع IMDb (الإنجليزية)
- جيس توماس على موقع ميوزك برينز (الإنجليزية)
- جيس توماس على موقع أول ميوزيك (الإنجليزية)
- جيس توماس على موقع ديسكوغز (الإنجليزية)